# Лорікет вишневий
Лорікет вишневий (Trichoglossus rubiginosus) — вид папугоподібних птахів родини Psittaculidae. Ендемік ФШ Мікронезії.

## Поширення
Вид поширений лише на острові Понпеї та лісистих острівцях атолу Ант на сході Каролінських островів. Вид зустрічається по всьому острову на висоті приблизно до 600 м. Трапляється в широкому діапазоні середовищ існування, включаючи плантації, густі ліси, вторинні ліси, мангрові зарості.

## Опис
Вишневий лорікет сягає близько 23 см завдовжки, важить 80 г і є єдиним лорі, який має червонувато-каштанове оперення. Пір'я хвоста оливково-жовті. Лапи темно-сірі. У самця помаранчевий дзьоб і жовто-помаранчеві очі, а у самиці жовтий дзьоб і світло-сірі очі. У молодих птахів коричневі дзьоби та коричневі райдужні оболонки очей.

## Спосіб життя
Харчується нектаром, пилком і фруктами, особливо віддає перевагу нектару плодів коралових дерев Erythrina fusca і манго Mangifera indica, але також відзначено, що вони віддають перевагу квітам кокосів, бананів і видів елеокарпа. Вид гніздиться на верхівках кокосових пальм або в дуплах великих дерев, але також демонструє перевагу мангровим заростям Xylocarpus. Гніздування зазвичай відбувається з грудня по травень, хоча є докази розмноження поза цим періодом, і кожна самиці відкладає лише одне яйце.